# فرانسيسكو بيروني
فرانسيسكو بيروني (بالإيطالية: Francesco Perrone)‏ هو منافس ألعاب قوى إيطالي، ولد في 3 ديسمبر 1930 في تشلينو سان ماركو في إيطاليا.

## وصلات خارجية
- فرانسيسكو بيروني على موقع الاتحاد الدولي لألعاب القوى (الإنجليزية)
- فرانسيسكو بيروني على موقع اللجنة الأولمبية الدولية (الإنجليزية)
- فرانسيسكو بيروني على موقع أوليمبيديا (الإنجليزية)